# OKCoin
OKCoin是中国一家加密货币交易所，成立于2013年。OKCoin 提供比特币、以太坊、莱特币、瑞波币等加密货币的交易和兑换服务，是中国交易量最大的加密货币交易所之一。2021年1月4日，OKCoin将于暂停瑞波币交易和存入。